# نورهراسی
نورهراسی یا فوتوفوبی  (به انگلیسی: Photophobia) علائم و نشانه‌های عدم تحمل نور و احساس ناراحتی از نور می‌باشد.

## علل
بیماریهای چشمی مانند بلفاریت، زخم قرنیه، آب مروارید و یوئیت. بیماریهای مغز و اعصاب مانند مننژیت، خوانش‌پریشی، تومورها و خونریزی زیر عنکبوتیه. حساسیت شدید به محرک‌هایی که معمولاً حسی هستند مانند نورهراسی در بیماریهای روانپزشکی نیز دیده می‌شود.